# كابيل كوتش (أنغلزي)
كابيل كوتش (بالإنجليزية: Capel Coch)‏ هي قرية تقع في المملكة المتحدة في ويلز.